# Hans Carl Toft
Hans Carl Toft (* 7. Januar 1914 in Thisted; † 29. September 2001) war ein dänischer Politiker der Konservativen Volkspartei KF (Det Konservative Folkeparti), der unter anderem zwischen 1957 und 1975 Mitglied des Parlaments (Folketing) sowie von 1969 bis 1971 Innenminister in der Regierung Baunsgaard war. 

## Leben
Hans Carl Toft, Sohn des Tierarztes Laurids Toft, schloss 1930 seine schulische Ausbildung an der Mittel- und Oberschule von Thisted mit einem Realeksamen ab und absolvierte eine Berufsausbildung zum Förster, die er mit der Försterprüfung 1936 abschloss. Nach einer Ausbildung in der Landwirtschaft war er seit 1943 Besitzer des Bauernhofes „Bjørndalgård“ in Uglev. Er begann sein politisches Engagement Mitte der 1930er Jahre, als er zwischen 1937 und 1938 in Thisted Amt Vorsitzender des Konservativ Ungdom war, der Jugendorganisation der Konservativen Volkspartei KF (Det Konservative Folkeparti). Er leitete während des Zweiten Weltkrieges in Sydthy die Widerstandsbewegung gegen die deutsche Besatzungsmacht und engagierte sich nach dem Krieg von 1945 bis 1946 als Vorstandsmitglied der Heimwehrvereinigung für die Region I. Er war zudem zwischen 1946 und 1962 Vorsitzender des Bau- und Maschinenausschusses der Thylander Landwirtschaftlichen Gesellschaft (Det Thylandske Landøkonomiske Selskab) sowie ferner von 1962 bis 1969 Mitglied des Aufsichtsrates der A/S Hvidbjerg Bank.
Am 14. Mai 1957 wurde Toft für die Konservative Volkspartei erstmals Mitglied des Parlaments (Folketing) und vertrat zunächst bis zum 21. September 1971 den Wahlkreis Thisted Amtskreds sowie im Anschluss zwischen dem 21. September 1971 und dem 9. Januar 1975 den Wahlkreis Viborg Amtskreds. Daneben war er zwischen 1959 und 1962 sowie erneut von 1968 bis 1969 Delegierter im Nordischen Rat. Er war zudem zwischen 1963 und 1969 sowie abermals von 1971 bis 1975 Mitglied des Vorstands der KF-Fraktion im Folketing und gehörte seit 1964 dem Hauptvorstand der Konservative Folkeparti an. Nachdem er zwischen 1967 und 1968 Mitglied des Finanzausschusses (Finansudvalget) war, war er von 1968 bis 1975 Mitglied des Auswärtigen Ausschusses (Det Udenrigspolitiske Nævn) des Folketing. Er war zwischen 1968 und 1969 Vorsitzender der KF-Fraktion und bekleidete zudem vom 16. Februar 1968 bis zum 11. Februar 1969 das Amt als Statsrevisor.
H. C. wurde am 11. Juli 1969 als Nachfolger von Poul Sørensen zum Innenminister (Indenrigsminister) in die Regierung Baunsgaard berufen und bekleidete dieses bis zum Ende der Amtszeit der Regierung von Ministerpräsident Hilmar Baunsgaard am 11. Oktober 1971. Zuletzt war er noch zwischen dem 14. Dezember 1973 und dem 6. Oktober 1975 Mitglied des Präsidiums des Folketing.
Er war Vater des Politikers Hans Toft (* 1947), der zwischen 1971 und 1975 ebenfalls Mitglied des Folketing und von 1993 bis 2021 Bürgermeister der Gentofte Kommune war. Nach seinem Tode wurde er auf dem Gentofte Kirkegård beigesetzt.